# Sami Bey Vrioni
Sami Bey Vrioni, född 1876, död 1947, var en albansk politiker, diplomat och en delegat vid mötet i Vlora som antog den albanska självständighetsförklaringen. Han var en respekterad och mäktig markägare i Fier-regionen i Albanien.